# Хака
Вижте пояснителната страница за други значения на Хака.
Ха̀ка (на испански: Jaca) е планински курортен град в испанските Пиренеи. Населението му през 2004 е 12 322 души. Хака привлича много туристи през зимата и лятото. Градът е бил домакин на зимната универсиада през 1988 и 1995 г., а също така е кандидат домакин за зимните олимпиади през 1998, 2010 и 2014, но не е одобрен. Най-високият връх около града е Коларад (2886 метра). Климатът е планински.

## Забележителности
- Римска катедрала
- Цитадела „Castillo de San Pedro“ от 1595
- Мост „Санкт Михаел“
- Камбанария от 1440
- Манастир „Сан Хуан де ла Пеня“